# Пилницка декларација
Пилницка декларација је изјава аустријског цара Леополда II и пруског краља Фридриха Вилхелма II од 27. августа 1791. године у дворцу Пилниц у близини Дрездена у Саксонији којом су се обавезали да уђу у рат против Краљевине Француске уколико француски револуционари не престану са кршењем права краља Луја. 

## Историја
Од избијања Француске револуције 1789. године, Леополд II је био све више забринут за безбедност своје сестре, француске краљице Марије Антоанете, и њене породице. Ипак, сматрао је да би интервенција у француским унутрашњим пословима само повећала опасност. Истовремено, многи француски аристократи беже из земље и настањују се у суседним монархијама. То ствара неоснован страх од аристократске завере. Након краљевог покушаја бега 1791. године, Луј је ухапшен и затворен. Дана 6. јула 1791. године Леополд шаље европским монарсима Падовски циркулар позивајући их да заједно протестују због Лујевог заточеништва. 
Пилницком декларацијом Леополд је обећао да ће Аустрија ући у рат ако и остале велике европске силе зарате са Француском. Вилијам Пит, британски премијер, није био присталица рата са Француском. Леополд је декларацију издао како би задовољио француске емигранте који су се склонили у његову земљу и позивали га да поведе војску на Француску. Декларација је истовремено служила и као упозорење револуционарима. Народна скупштина Француске тумачила је декларацију као изјаву Леополда којом Француској објављује рат. Радикални Французи тражили су рат. Међу њима се истиче Жак Пјер Брисо. Рат Аустрији објављен је 20. априла 1792. године.